# Пампрепий
Пампрепий (Greek: Παμπρέπιος; 29 сентября 440 — ноябрь 484) — поэт, философ и астролог, язычник, участник восстания против правителя Восточной Римской империи Флавия Зенона.

## Биография
Пампрепий родился в Египте, близ Фив. Дата его рождения известна из составленного им гороскопа. Приобрел большую известность как поэт. В возрасте 33 лет, в 473 году, отправился в Грецию. Провел много времени в Афинах, где женился на богатой женщине. В это же время изучал философию в школе нео-платоника Прокла. Вместе с ним там учились полководец Марцеллин, будущий император Запада Прокопий Антемий и Флавий Мессий Феб Север.
В Афинах он пользовался покровительством Феагена, принадлежавшего к известным гражданам, возможно заминавшего должность магистрата и также бывшего учеником Прокла. Однако впоследствии между ними случился конфликт, и Пампрепий был вынужден покинуть Афины.
В мае 476-го Пампрепий приехал в Константинополь. Здесь он выступил в роли мага и предсказателя. Некий чиновник-исавр Марс представил его магистру армии Иллу. Пампрепий снискал расположение Илла, и тот стал его покровителем, добился выплаты ему содержания из государственной казны и дал должность учителя. Однако открытая поддержка язычества привела к тому, что у Пампрепия появилось много врагов, среди которых оказались император Флавий Зенон и вдовствующая императрица Элия Верина. Воспользовавшись отъездом Илла в Исаврию, они изгнали Пампрепия из города. Илл сначала принял его в своём доме, а вернувшись обратно в Константинополь взял с собой. Позже Илл дал ему должность сенатора, квестора священной палаты, а затем сделал его патрицием.
Во время мятежа Маркиана в 479 году, когда Зенон был осажден в своём дворце, Илл колебался, раздумывая чью сторону принять. Именно Пампрепий своим предсказанием склонил его выступить против Маркиана. После подавления мятежа Илл ещё больше приблизил к себе Пампрепия и постоянно консультировался с ним.
Зиму 479/480 провел в Никее вместе с Иллом. В конце 481 года Пампрепий приезжал в Александрию Египетскую, где встречался с местной языческой общиной, убеждая их примкнуть к мятежу против Зенона, однако не смог получить их поддержку.
В 484 году Илл, вовлеченный в дворцовые интриги и переживший два покушения, решил выступить против Зенона. Он оставил столицу и вместе с Пампрепием отправился в Никею собирать войска. Провозгласив императором Леонтия, Илл назначил Пампрепия магистром оффиций. После нескольких одержанных побед, армия Илла была разбита войсками Зенона, её остатки укрылись в крепости в Исаврии. Здесь Илл обвинил Пампрепия в измене и казнил в ноябре 484 года.

## Творчество
Работы Пампрепия не сохранились до наших дней. Известно о двух его произведениях:
- Ἰσαυρικὰ, Исаврика. Эпическая поэма об Исаврии, области Малой Азии откуда родом были Зенон и Илл.
- Ἐτυμολογιῶν ἀπόδοσις, прозаическое произведение.